# Casavieja
Casavieja é um município da Espanha na província de Ávila, comunidade autónoma de Castela e Leão, de área 39,25 km² com população de 1663 habitantes (2008) e densidade populacional de 37,57 hab/km².

## Localização
Localiza-se no sul da província de Ávila.
| Noroeste: Mijares | Norte: Burgohondo, Villanueva de Ávila | Noreste: Piedralaves  |
| Oeste: Mijares    |                                        | Este: Piedralaves     |
| Suroeste: Mijares | Sur: La Iglesuela                      | Sureste: La Iglesuela |

## Demografia
| Variação demográfica do município entre 1991 e 2004 | Variação demográfica do município entre 1991 e 2004 | Variação demográfica do município entre 1991 e 2004 | Variação demográfica do município entre 1991 e 2004 |
| --------------------------------------------------- | --------------------------------------------------- | --------------------------------------------------- | --------------------------------------------------- |
| 1991                                                | 1996                                                | 2001                                                | 2004                                                |
| 1647                                                | 1679                                                | 1548                                                | 1482                                                |